# Council of Ex-Muslims of Britain
Der Council of Ex-Muslims of Britain (Abk. CEMB, britischer Rat der Ex-Muslime) ist die britische Organisation, bestehend aus ehemaligen Muslimen, die um ihr Leben fürchten, weil sie dem Islam abgeschworen haben. Der Rat wurde am 22. Juni 2007 in Westminster gegründet, nach dem Vorbild des deutschen Zentralrats der Ex-Muslime.
Der Rat erhebt seinen Protest gegen islamische Staaten, die in Anwendung der Scharia noch immer die Todesstrafe gegen muslimische Apostaten vollstrecken. Dem Rat steht Maryam Namazie vor, die im Jahre 2005 die Auszeichnung als Secularist of the Year erhielt und wegen ihrer Abwendung vom Islam mit dem Tod bedroht wurde.
Die British Humanist Association und die National Secular Society förderten die Gründung dieser neuen Organisation finanziell und unterstützen ihre Ziele.
Die Aktivisten dieser Organisation rekrutieren sich weitgehend aus iranischen Exilanten, die sich für die Freiheit zur Religionskritik und die Eindämmung der – wie sie es nennen – „religiösen Einschüchterungsversuche und Drohungen“ einsetzen.

## Manifest
Der CEMB wehrt sich in seinem Manifest dagegen, dass seine Mitglieder durch rückschrittliche islamische Organisationen oder von „Leitern muslimischer Gemeinschaften“ vertreten werden. Durch ihre Öffentlichkeitsarbeit sei er zum Wortführer unzähliger anderer Apostaten geworden, die sich wegen der Todesdrohungen vor einem öffentlichen Bekenntnis fürchten.  Der CEMB „steht für Vernunft, Menschenrechte sowie die Trennung von Religion und Staat“.
Darüber hinaus postuliert der Rat in seinem Manifest verschiedene Thesen, wie die Freiheit zur Religionskritik, die Säkularisierung und den „Schutz der Kinder vor Fremdbestimmung und Missbrauch durch Religion und durch religiöse Verbände“.

## #ExMuslimBecause

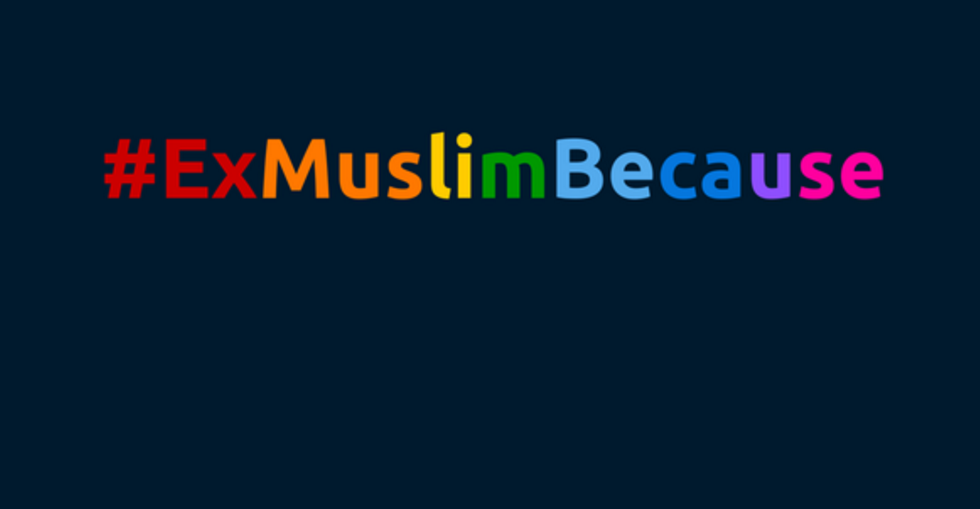
Die Aktion #ExMuslimBecause Ende 2015.

November 2015 initiierte der CEMB eine Aktion auf Social Media, #ExMuslimBecause genannt, wobei Ex-Muslime zum Coming-out ermutigt werden, und zu erzählen warum sie dem Islam verlassen haben. Innerhalb von zwei Wochen, wurde der Hashtag schon mehr als 100.000 Male genutzt. Fürsprecher meinten der Islam soll frei befragt und kritisiert werden können, Gegner fanden die Kampagne unter anderem 'gehässig'.